# عتبة سلوكية
العتبة السلوكية، هي أي تغيير سلوكي من شأنه أن يصل سلوك الكائن الحي مع حالات طوارئ جديدة ذات عواقب بعيدة المدى. تُعتبر العتبة السلوكية نوع من أنواع التغيير السلوكي، وذلك لأنها تتيح للمتعلم فرصة الوصول إلى معززات وحالات طوارئ وبيئات وسلوكيات جديدة (التوليد) من جهة وفرصة التنافس مع السلوكيات القديمة والإشكالية من جهة أخرى. تؤثر العتبة السلوكية على الأشخاص المحيطين بالمتعلم أيضًا، إذ يوافق هؤلاء الأشخاص على تغيير السلوك ثم يدعمونه في نموه بعد إزالة التدخل.
ينطوي هذا المفهوم على آثار بعيدة المدى بالنسبة لكل فرد ولمجال علم النفس التنموي أيضًا، كونه يوفر بديلًا سلوكيًا لمفهوم النضج والتغيير الناجم عن مجرد التقدم بالوقت، مثل المراحل التطورية.

## نبذة تاريخية
طرح عالم النفس التنموي الأمريكي سيدني دبليو. بيجو هذا المفهوم للمرة الأولى. تمثلت فكرة العتبة في ربط المبادئ السلوكية بالطفرات المتسارعة أثناء النمو.
عرف خيسوس روزاليس رويز ودونالد إم. باير العتبة السلوكية في عام 1997 على أنها تغيير مهم في السلوك، من شأنه أن يؤثر على التغييرات السلوكية المستقبلية. تُدرك العتبة السلوكية – مثل المعزز- من خلال تأثيراتها. يعمل المعزز على استجابة واحدة أو على مجموعة من الاستجابات ذات الصلة، بينما تنظم تأثيرات العتبة السلوكية مجموعةً كبيرةً من الاستجابات في المستقبل البعيد.
قورن مفهوم العتبة السلوكية بمفهوم المرحلة التطورية، لكن لا يُمكن النظر إلى جميع العتبات على أنها مراحل. على سبيل المثال، لا يُعتبر تعلم لعب كرة القدم عمومًا بمثابة مرحلة، لكن يُعد كذلك في حياة بيليه. أتاح تعلم ركل فاكهة الجريب فروت (التغيير الأولي المهم أو العتبة) لبيليه الفرصة للانفتاح على (1) بيئات جديدة، (2) معززات جديدة، (3) حركات جديدة في كرة القدم، (4) تراجع السلوكيات المنافسة (التدخين)، (5) اكتساب شهرة دولية بسبب مهارته. لا تُعتبر كرة القدم مرحلةً تطوريةً لأنها ليست مهارة ضرورية في معظم البيئات.

## الخصائص
تُعتبر الخصائص التالية بمثابة سمات خاصة بالتغيير السلوكي الذي يفضي إلى المزيد من التغييرات، فضلًا عن زيادة احتمالية تحقق التكيف الاجتماعي، والاستقلالية، واللياقة الثقافية.

### المعززات الجديدة
يصبح الوصول إلى المعززات الجديدة متاحًا، إذ تثري بدورها منظور المتعلم. بالإضافة إلى ذلك، قد تسمح هذه المعززات بزيادة تنوع السلوكيات. تحسن المعززات الجديدة نوعية الحياة إن كانت تنطوي على تطوير السلوكيات الصحية والاجتماعية.

#### مثال متعلق بالحالة
يستطيع الطفل الذي يتعلم كيفية فتح الباب الوصول إلى الأرجوحة وتعلم كيفية استخدامها للمرة الأولى في حياته. قد تسفر هذه المهارة الجديدة (تُعتبر حركة التأرجح بمثابة معزز هنا) عن الانخراط في أنشطة اجتماعية أكثر تعقيدًا، مثل (1) تناوب الأدوار و (2) التحدث مع شخص ما لمشاركة الأرجوحة معه و(3) التناوب على دفع شخص ما على الأرجوحة و(4) المزيد من الفرص الاجتماعية التي تنطوي على التحدث و(5) التفاعل مع شركاء اللعب، وغيرها من الأمور.

#### مثال غير متعلق بالحالة
يتعلم الطفل كيفية فتح الباب ثم يمشي باتجاه الخارج. يجد الطفل بعض النمل خلف شجيرة فيقف ليراقبهم. يبدأ والديه بالبحث عنه فيشعران بالقلق ويندهان له. يُفتن الطفل بأرتال النمل على الأرض فلا يسمع نداءات والديه. يجده والديه بعد فترة وجيزة، لكنهما مذعوران بسبب بحثهما الذي دام 5 دقائق، الأمر الذي يخيف الطفل من الخروج مجددًا دون قصد. أسفر تعلم فتح الباب والخروج عن عواقب لم تصب في صالح الطفل بشكل مباشر، بل ربما تحد من مهاراته المهمة المتعلقة بالاستكشاف والتقصي. في هذه الحالة، لم يصادف الطفل أي معززات جديدة، فأصبح تعلمه كيفية فتح باب الفناء لخلفي (الذي يحتوي على مزلاج خاص) مضيعةً للوقت، وذلك لأن والدي الطفل لا يسمحان له بالبقاء بمفرده في الفناء الخلفي.